# EDVAC

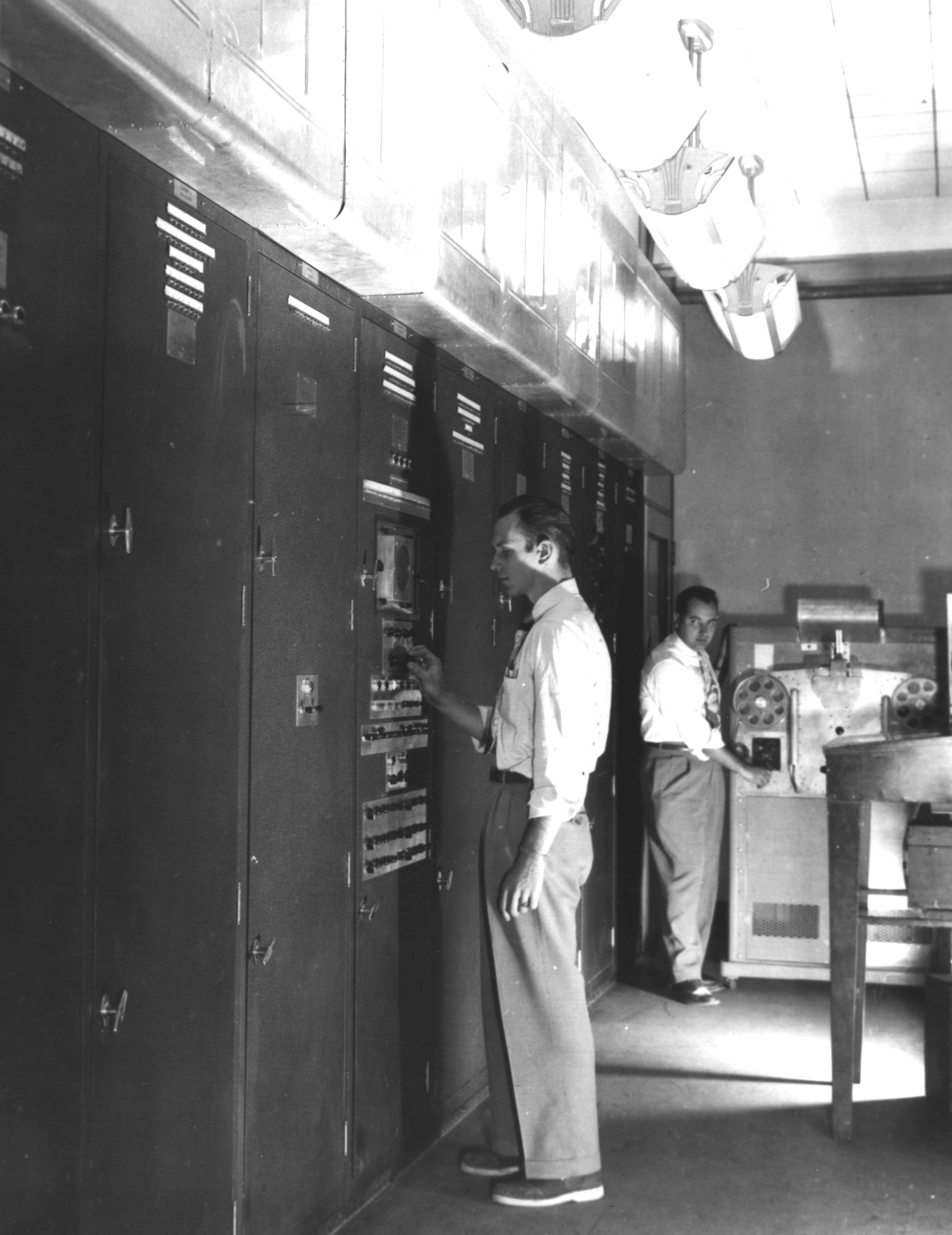
EDVAC

EDVAC (de la Electronic Discrete Variable Automatic Computer) a fost unul dintre primele calculatoare electronice. Spre deosebire de predecesorul său ENIAC, a fost mai degrabă binar decât zecimal, fiind un calculator cu programe memorate.
Inventatorii lui ENIAC, John Mauchly și J. Presper Eckert au propus construirea lui EDVAC în august 1944, începând lucrul la EDVAC înainte ca ENIAC să fie complet operațional.